# Philippe Van Volckxsom
Philippe Van Volckxsom (1897 - 20 december 1939) was een Belgisch ijshockeyer, langebaanschaatser en roeier. Hij nam tweemaal deel aan de Olympische Zomerspelen en eenmaal aan de Olympische Winterspelen. Hij is een van de weinige sporters die op drie verschillende sporten deelnam aan de Olympische Spelen.

## Levensloop

### IJshockey
In 1912 sloot Van Volckxsom zich aan bij Brussels Ice Hockey Club. Hij werd al voor het begin van de Eerste Wereldoorlog internationaal. Hij nam met de Belgische ploeg deel aan de Olympische Spelen van 1920 in Antwerpen en Olympische Winterspelen van 1924 in Chamonix.
In 1922 en 1923 werd hij Belgisch kampioen.

### Schaatsen
Van Volckxsom werd tussen 1919 en 1921 driemaal Belgisch kampioen op de 500 m. In 1920 kwam daar een titel op de 1500 m bij. In 1924 nam hij deel aan de Olympische Winterspelen van 1924 in Chamonix. Hij startte niet meer op de afsluitende 5000 m.

### Roeien
Van Volckxsom werd in 1922 met de acht van zijn club Royal Sport Nautique de Bruxelles Belgisch kampioen. Ze namen ook deel aan de Europese kampioenschappen in Barcelona, maar werden uitgeschakeld in de reeksen. In 1926 behaalde hij samen met zijn clubgenoot van Cercle des Régates de Bruxelles  Carlos Vandendriessche de titel op de twee met stuurman en nam hij deel aan de Europese kampioenschappen. In 1927 en 1928 werden ze Belgisch kampioen op de twee zonder stuurman. Ze namen op dat nummer ook deel aan de Olympische Spelen van 1928 te Amsterdam. Ze werden uitgeschakeld in de herkansingen van de eerste ronde.

### Andere
Van Volckxsom zwom ook nog bij Cercle de Natation de Bruxelles en was als verdediger actief bij hockeyclub Racing Club Brussel.

## Palmares

### IJshockey
- 1920: 5e OS in Antwerpen
- 1922: Belgisch kampioen
- 1922: Belgisch kampioen
- 1924: 7e OS in Chamonix

### Schaatsen

#### 500 m
- 1919: BK
- 1920: BK
- 1921: BK

#### 1500 m
- 1920: BK

#### Allround
- 1924: DNF OS in Chamonix

### Roeien

#### skiff
- 1924:  BK in Vilvoorde

#### twee zonder stuurman
- 1927:  BK in Langerbrugge
- 1928:  BK in Langerbrugge - 8.20,2
- 1928: 2e herkansing eerste ronde OS in Amsterdam

#### twee met stuurman
- 1926:  BK in Vilvoorde - 9.16
- 1927:  BK in Langerbrugge

#### vier met stuurman
- 1926:  BK in Vilvoorde - 8.36

#### acht
- 1921:  BK - 6.43
- 1922:  BK in Langerbrugge - 6.38
- 1922: 4 in serie EK in Barcelona
- 1928:  BK in Langerbrugge - 6.57